# Goole
Goole är en stad och civil parish i kommunen East Riding of Yorkshire, cirka 32 kilometer sydost om York och cirka 35 kilometer väster om Kingston upon Hull. Tätorten (built-up area) hade 20 810 invånare vid folkräkningen år 2011.